# 共栄大学
共栄大学（きょうえいだいがく、英語: Kyoei University）は、日本の私立大学である。埼玉県春日部市に本部を置く。
併設校に共栄学園中学高等学校、春日部共栄中学高等学校がある。

## 沿革
東京都葛飾区に共栄学園中学高等学校・共栄幼稚園、埼玉県春日部市に春日部共栄高等学校と共栄学園短期大学を設置していた学校法人共栄学園によって、2001年に設立された。設立当時は国際経営学部のみの単科大学であったが、2011年に教育学部が開設された。

### 年表
- 1984年 - 共栄学園短期大学設立。
- 2001年 - 共栄大学（国際経営学部国際経営学科の単科大学）設立。
- 2010年 - 共栄学園短期大学の募集停止。
- 2011年 - 教育学部教育学科を開設。
- 2012年 - 共栄学園短期大学を閉学。

## 学部
- 教育学部
  - 教育学科
- 国際経営学部
  - 国際経営学科（2年次より3つのコース制になっている）
    - ビジネスリーダーコース
    - 観光ビジネスコース
    - スポーツビジネスコース

## 学生生活
- 学園祭：樹麗祭（毎年11月3日）
- クラブ・サークル[1]
  - 体育会指定強化部：硬式野球（東京新大学野球連盟）、サッカー（関東大学サッカーリーグ Norte）、女子バスケットボール（関東大学女子バスケットボール連盟）
  - 運動部：硬式庭球、準硬式野球、剣道、武道空手道、バスケットボール、ソフトテニス、ダンス、バレーボール、フットサル、バドミントン、ウインタースポーツ
  - 文化部：軽音楽、JAZZ、アカペラ、ローターアクト、イラスト、競技かるた、放課後子ども教室、幼稚園ボランティア、キャンプ愛好会、学生会

## 大学関係者と組織

### 大学関係者一覧

#### OB・OG
- 瀬戸口樹（野球）
- 山中尭之（野球）
- 篠原玲央（野球）
- 野口渉（野球）
- 西垂水美桜（バスケットボール）
- 千葉麻央（女優）

## キャンパス
- 所在地：埼玉県春日部市内牧4158

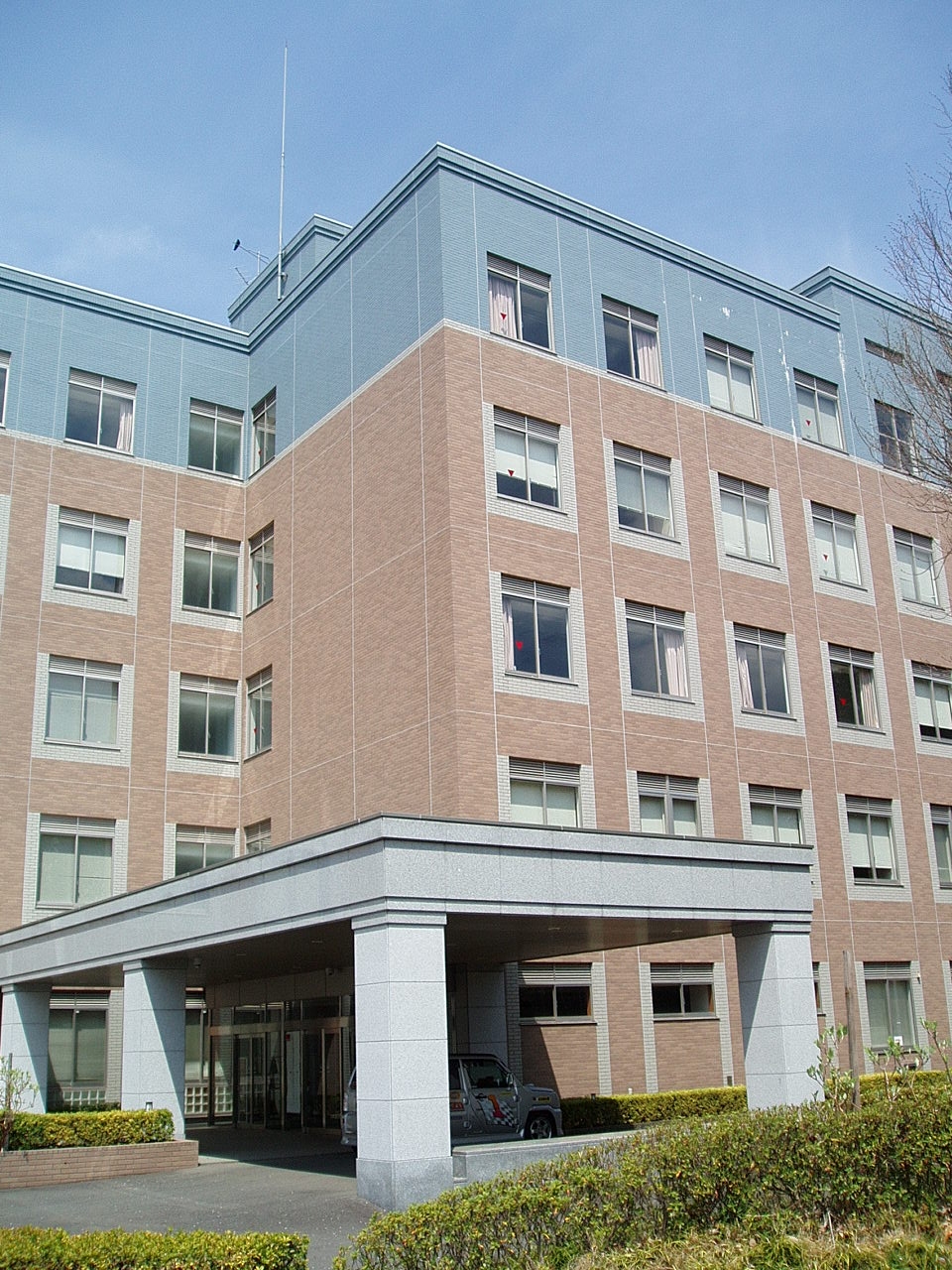
国際経営学部棟

- 交通アクセス：北春日部駅西口からスクールバスで5分[2]
- 施設[3]
  - 教室棟、国際経営学部棟、教育学部棟（A・B・C）、大教室棟
  - 図書館、岡野記念会館、体育館、サッカー場、野球場、テニスコート

## 対外関係

### 他大学との協定
- 放送大学[4]